# Epiclerus australiensis
Epiclerus australiensis är en stekelart som först beskrevs av Girault och Alan Parkhurst Dodd 1915.  Epiclerus australiensis ingår i släktet Epiclerus och familjen raggsteklar. Inga underarter finns listade i Catalogue of Life.